# IFK Norrköping (bandy)
IFK Norrköping hade tidigare en bandysektion. IFK Norrköping spelade i Sveriges högsta division i bandy säsongen 1937, samt vann nio östgötska distriktsmästerskap fram till 1929.